# Gustav Wang
Gustav Wang (ur. 13 marca 2003 w Rødovre) – duński kolarz szosowy.

## Osiągnięcia
Opracowano na podstawie:

2019
- 1. miejsce w mistrzostwach Danii juniorów (jazda indywidualna na czas)

2020
- 2. miejsce w mistrzostwach Danii juniorów (start wspólny)
- 3. miejsce w Visegrad 4 Juniors
- 1. miejsce w mistrzostwach Danii juniorów (jazda indywidualna na czas)

2021
- 2. miejsce w mistrzostwach Danii juniorów (jazda indywidualna na czas)
- 1. miejsce na 1. etapie Aubel-Thimister-Stavelot
- 1. miejsce w mistrzostwach świata juniorów (jazda indywidualna na czas)